# 阴道内给药

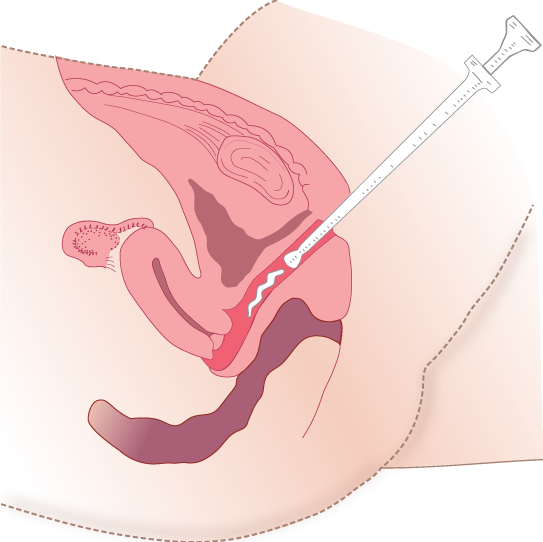

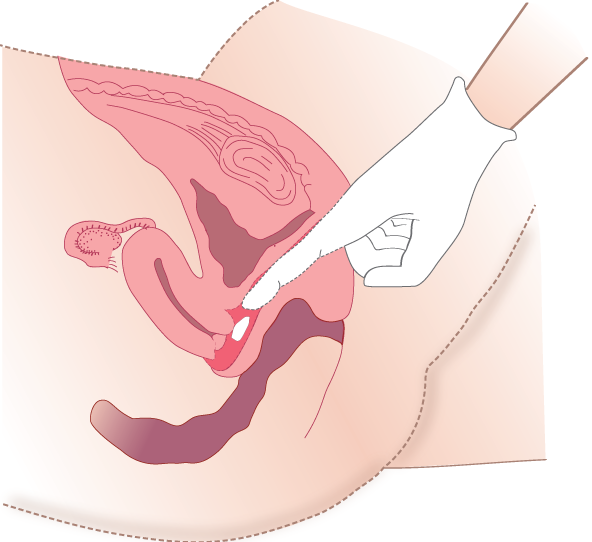

阴道内给药（英語：Intravaginal administration）是一種將藥物直接施加在陰道內的给药途径，在藥理學上，用此方式對陰道內或附近結構给药，有其潛在的優勢，藥物主要會在陰道內或附近的結構（例如子宮頸）作用，其不良反應也比其他給藥途徑要小。
阴道内给药的方式有阴道片剂、阴道軟膏、阴道栓剂及陰道環。
會用阴道内给药的藥物有陰道給藥雌激素、孕激素（包括孕酮在內的一組激素）及抗细菌药。
若女性患者有恶心或是其他消化問題的情形下，也可能用阴道内给药來代替口服给药。
阴道内给药也是一種人工授精的方式（稱為經陰道授精），有時會在家中，沒有專業人士在場的情形下進行。